# Hans-Jürgen Haug

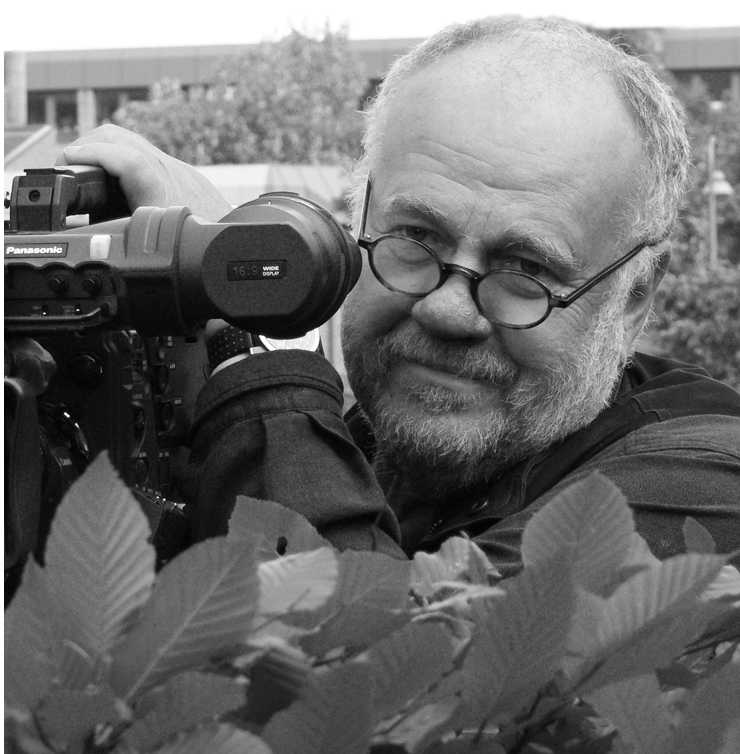
Hans-Jürgen Haug (2006)

Hans-Jürgen Haug (* 25. Dezember 1946 in Gerstetten, Baden-Württemberg; † 12. Dezember 2010 in Zotzenheim, Rheinland-Pfalz) war ein deutscher Journalist, Buchautor und Dokumentarfilmer.

## Leben
Nach sozialwissenschaftlichem Studium in Göttingen und Köln und nach publizistischer und politischer Betätigung in der 68er-Bewegung wandte Haug sich beruflich dem Journalismus zu.
Er gehörte 1967 zu der Gründungscrew der Radio-Pop-Show Panoptikum des Westdeutschen Rundfunks (WDR). Er arbeitete journalistisch mit Henryk M. Broder in Köln zusammen.
Zusammen mit Hubert Maessen veröffentlichte Haug in schneller Folge Bücher über die Schüler- und Lehrlingsbewegung und über Kriegsdienstverweigerung, Essays und Features zu Schulreform und Bürgerinitiativen. Haug/Maessen gehörten zu den Bestsellerautoren des renommierten Fischer-Verlags (Frankfurt am Main), ihre Bücher erreichten jeweils mehrere Auflagen und hatten 1972 eine Auflage von zusammen einer Viertelmillion Exemplaren erreicht.
Hans-Jürgen Haug war Autor zahlreicher Rundfunkfeatures, etliche davon gemeinsam mit Hubert Maessen verfasst und produziert. Seit 1971 arbeitete er für das Fernsehen, zunächst für das ZDF-Jugendmagazin Direkt. Er gründete zusammen mit seiner damaligen Frau Gisela Gassner in den 1970er Jahren eine eigene Filmproduktion „Baione-Film“.

Er war Vater des Kunsthistorikers Steffen Haug. Viele Filme wurden für das Zweite Deutsche Fernsehen (ZDF) produziert, insbesondere für das Magazin Länderspiegel mit der Reihe Länderspiegel unterwegs und für die ZDF-Reportage. Ihre Recherchen verarbeiteten Hans-Jürgen Haug und Gisela Gassner auch in ihrem 1986 erschienenen Buch Im Innern des Landes – Reportagen aus der Provinz.

## Ehrungen und Auszeichnungen
- 1981, 1982, 1983, 1984 „Wettbewerb der Fernseh-Regionalprogramme“
- 1983 ehrende Anerkennung beim Adolf-Grimme-Preis (für die Reportage Kiel Gaarden: Ein Stadtteil lebt mit seinen Ausländern, zusammen mit Gisela Gassner)
- 1985 Journalistenpreis der Ausländerbeauftragten des Senats von Berlin
- 1988 Autorenpreis der Christophorus-Stiftung
- 2002 Herbert Quandt Medien-Preis

## Schriften
- Was wollen die Schüler?  Politik im Klassenzimmer. S. Fischer Verlag, Frankfurt am Main 1969 (mit Hubert Maessen).
- Was wollen die Lehrlinge? S. Fischer, Frankfurt am Main 1971 (mit Hubert Maessen).
- Kriegsdienstverweigerer. Gegen die Militarisierung der Gesellschaft. S. Fischer, Frankfurt am Main 1971 (mit Hubert Maessen).
- Lehrlingshandbuch. Rowohlt Taschenbuch-Verlag, Reinbek bei Hamburg 1984 (Autorenkollektiv: Michael Böhnert, Reinhard Crusius, Hans-Jürgen Haug, Gisela Haug-Gassner, Dierk Hoppe, Gesa Kahl, Sabine Müller, Kay Rehlich, Gerhard Vollmer, Jürgen Voss, Astrid Wichmann, Manfred Wilke).
- Im Innern des Landes – Reportagen aus der Provinz. Hueber-Verlag, Ismaning bei München 1986 (mit Gisela Gassner).
- Zu Fuß aus der Atomrepublik. Wackersdorf – Gorleben und zurück. Knesebeck & Schuler, München 1988.

## Filmografie (Auswahl)
- 1978: Junger Mann zum Mitreisen gesucht. Dokumentarfilm, Deutschland, WDR, Buch & Regie: Gisela Gassner und Hans-Jürgen Haug
- 1981: Jetzt siehst du mal die Welt. Dokumentarfilm, Deutschland, ZDF, 70 min, Buch & Regie: Gisela Gassner und Hans-Jürgen Haug, Kamera: Hans Jürgen Haug, Paul Schmidt, Kurt Borkowski, Musik: Dieter Süverkrüp, Produktion: Baione/ZDF
- 1985: Dicke Geschäfte – Geschäfte mit Dicken. Dokumentarfilm, Deutschland, Buch, Regie, Kamera: Haug & Gassner (ZDF-Text: „Drei Wochen lang nistete sich ein Fernsehteam in einer Fastenklinik am Bodensee ein. Dabei hat Autor Hans-Jürgen Haug 17 Pfund abgenommen.“)
- 1985: Prost! 50 Jahre Deutsche Weinstraße. Eine Reportage zum Jubiläum von Hans-Jürgen Haug und Gisela Gassner, ZDF Regional
- 1990: Von neuer Freiheit. Über Medien und Wahlkampf in Halle (DDR). Die ZDF-Reportage, ZDF, 44 min.
- 2000:Eigentlich hab’ ich noch ’ne Menge vor – im Knast und positiv -. Buch & Regie: Gisela Gassner und Hans Jürgen Haug. Deutschland, 31,5 min. (Videofilm der Deutschen AIDS-Hilfe e. V.)
- 2002: Der Landarzt aus der Heide. Die ZDF-Reportage. ZDF, 29 min.
- 2003: Schöne Bescherung. Weihnachtsreportage, ZDF, 29 min.
- 2004: Die Staubsaugervertreter – Verkaufen ist wie Liebe. ZDF, 29 min.
- 2004: Herz, Schmerz, Praxisgebühr. ZDF, 29 min.
- 2006: Keine Angst vorm Onkel Doktor – Aus der Praxis eines Kinderarztes. Baione-Film/ZDF, 29 min.
- 2007: Große Sprünge für kleines Geld – Shoppen im Sozialkaufhaus. ZDF, 29 min.